# Erik De Beck
Erik De Beck (* 6. Juni 1951 in Merelbeke) ist ein ehemaliger belgischer Langstreckenläufer, der 1974 Weltmeister im Crosslauf wurde.
Erik De Beck gewann 1970 die Bronzemedaille in der Juniorenwertung beim Cross der Nationen. Als 1973 der Cross der Nationen durch die Crosslauf-Weltmeisterschaften abgelöst wurde, belegte De Beck den 18. Platz, gewann aber mit der belgischen Mannschaft Gold in der Teamwertung. 1974 in Monza siegte er in der Einzelwertung vor dem Spanier Mariano Haro und seinem Landsmann Karel Lismont. Die Mannschaftswertung gewann die belgische Mannschaft mit De Beck, Lismont, Marc Smet, Gaston Roelants, Erik Gyselinck und Frank Grillaert. 1976 in Chepstow gewann die belgische Mannschaft die Silbermedaille; als 49. der Einzelwertung gehörte De Beck nicht zu den sechs Belgiern, die in der Mannschaftswertung berücksichtigt wurden. 1977 in Düsseldorf belegte De Beck den 18. Platz und gewann seine dritte Goldmedaille in der Teamwertung. 1978 in Glasgow und 1979 in Limerick belegte De Beck jeweils den fünften Platz mit der Mannschaft, 1981 in Madrid und 1987 in Warschau erreichte er mit der Mannschaft jeweils den achten Platz. Seine beste Einzelplatzierungen nach 1974 erreichte Erik De Beck 1982 in Rom und 1983 in Gateshead, als er jeweils auf den 17. Platz lief.
Erik De Beck war 1974 und 1976 jeweils belgischer Meister im Crosslauf. Seinen einzigen Titel auf der Bahn gewann er 1983 im 10.000-Meter-Lauf; seine Bestzeit über diese Distanz von 28:40,40 min stellte er am 27. August 1980 in Koblenz auf. Er gehörte in Löwen der Trainingsgruppe von Edmond Vanden Eynde an.